# ヴィクトル・ポンタ
ヴィクトル・ポンタ（ルーマニア語: Victor-Viorel Ponta、1972年9月20日 - ）は、ルーマニアの政治家。2012年から2015年まで同国の首相を務めた。

## 概要
2012年2月6日、世界金融危機に対応するための緊縮財政政策によって反政府運動が活発になり、エミール・ボック率いる内閣が総辞職した。ミハイ・ラズヴァン・ウングレアーヌが首相に就任したものの、4月の上下両院合同会議において内閣不信任決議案が可決され、再び総辞職が発生した。
5月、社会民主党・国民自由党が共同して社会民主党党首のポンタを首相に選出し、ポンタ内閣が発足した。その後は緊縮財政をめぐってトラヤン・バセスク大統領との対立が激化し、7月6日には大統領権限を越えて緊縮政策を進めたという理由でバセスクの大統領職務を停止する決議が代議院にて可決された。ポンタの属する政党連合である社会自由同盟が主導してバセスクの罷免を問う国民投票の実施を推し進め、7月29日に投票が行われた。国民投票でも投票者の大半が罷免に賛成したとみられたが国民投票成立に必要な投票率に届かず、バセスクを追い落とすことに失敗した。
2015年10月30日のナイトクラブ火災をきっかけに首相ら政権幹部の責任を問う数千人規模の抗議デモが発生し、政権批判が高まったことによって11月4日に辞意を表明した。